# Nguyễn Tiến Trọng
Nguyễn Tiến Trọng (* 9. März 1997) ist ein vietnamesischer Leichtathlet, der sich auf den Weitsprung spezialisiert hat und in dieser Disziplin aktueller Inhaber des Landesrekordes ist.

## Sportliche Laufbahn
Erste internationale Erfahrungen sammelte Nguyễn Tiến Trọng im Jahr 2017, als er bei den Südostasienspielen in Kuala Lumpur mit 7,53 m den fünften Platz belegte. Anschließend siegte er bei den Asian Indoor & Martial Arts Games in Aşgabat mit neuem Hallenrekord von 7,48 m. Im Jahr darauf erreichte er bei den Hallenasienmeisterschaften in Teheran mit einem weiteren Landesrekord von 7,50 m das Finale, ging dort aber nicht mehr an den Start. 2019 belegte er bei den Militärweltspielen in Wuhan mit 7,78 m den fünften Platz und wurde anschließend bei den Südostasienspielen in Capas mit einem Sprung auf 7,67 m Vierter. 2022 siegte er dann bei den Südostasienspielen in Hanoi mit neuer Bestleistung von 7,80 m. Im Jahr darauf gewann er bei den Südostasienspielen in Phnom Penh mit 7,66 m die Silbermedaille hinter dem Philippiner Janry Ubas. Anschließend gelangte er bei den Asienmeisterschaften in Bangkok mit 7,41 m auf den zwölften Platz.
In den Jahren 2017 und 2019 sowie 2020 und 2021 wurde Nguyễn vietnamesischer Meister im Weitsprung.

## Persönliche Bestleistungen
- Weitsprung: 7,98 m, 17. September 2019 in der Ho-Chi-Minh-Stadt (vietnamesischer Rekord)
  - Weitsprung (Halle): 7,50 m, 1. Februar 2018 in Teheran (vietnamesischer Rekord)